# Pablo (fotbollsspelare)
Pablo Nascimento Castro, mer känd som endast Pablo, född 21 juni 1991, är en brasiliansk fotbollsspelare som spelar för ryska Lokomotiv Moskva.

## Klubbkarriär
Den 31 augusti 2015 värvades Pablo av Bordeaux, där han skrev på ett fyraårskontrakt. I januari 2021 värvades Pablo av ryska Lokomotiv Moskva.

## Landslagskarriär
Pablo debuterade för Brasiliens landslag den 12 oktober 2018 i en 2–0-vinst över Saudiarabien.